# Grigoriora tassirii
Grigoriora tassirii är en insektsart som först beskrevs av Sänger och Brigitte Helfert 1996.  Grigoriora tassirii ingår i släktet Grigoriora och familjen vårtbitare. Inga underarter finns listade i Catalogue of Life.